# Ron McGovney’s ’82 Garage
Ron McGovney’s ’82 Garage Demo — первая демо-запись американской трэш-метал-группы Metallica, записанная в марте 1982 года в гараже басиста Рона Макговни. Демо содержит две оригинальные песни — «Hit the Lights» и «Jump in the Fire», а также шесть кавер-версий, четыре из которых — песни британской группы Diamond Head.

## Список композиций
1. «Hit the Lights» (Джеймс Хетфилд, Ларс Ульрих) — 4:20
2. «Jump in the Fire» (Хетфилд, Ульрих, Дэйв Мастейн) — 8:46
3. «Killing Time» (Sweet Savage cover) — 11:22
4. «Let It Loose» (Savage cover) — 14:32
5. «Sucking My Love» (Diamond Head cover) — 21:15
6. «The Prince» (Diamond Head cover) — 26:16
7. «Am I Evil?» (Diamond Head cover) — 34:00
8. «Helpless» (Diamond Head cover) — 40:12
9. «No Remorse» (Хетфилд, Ульрих) — 45:38

## Состав группы
- Джеймс Хетфилд — вокал
- Дэйв Мастейн — гитара, бэк-вокал
- Рон Макговни — бас-гитара
- Ларс Ульрих — ударные